# Tiefenbach (Schmerach)
Der Tiefenbach ist ein Bach in den Stadtgebieten von Crailsheim und dann Ilshofen im Landkreis Schwäbisch Hall im nordöstlichen Baden-Württemberg, der nach nicht ganz zwei Kilometer langem Lauf nach Westen östlich von Ilshofen nahe der Arena Hohenlohe von rechts in die obere Schmerach mündet.

## Geographie

### Verlauf
Der Tiefenbach beginnt seinen Lauf als Graben neben einem im Gewann Schlund von der K 2500 Herboldshausen–Saurach abgehenden Feldweg südöstlich von des kleinen Crailsheimer Weilers Buch auf etwa 437 m ü. NHN. Der Weg mit linksseits dem Gewann Rauhäcker und rechts von ihm der Graben laufen etwa 400 Meter weit zwischen Wiesen und Feldern an einem einzigen Baum vorbei auf den Weiler zu bis zu einer Weggabelung am Weichbild des Ortes, wo eine kleine Baumgruppe am Lauf steht. Der Tiefenbach unterquert den nach Norden führenden Wegzweig und läuft noch weitere 100 Meter lang offen über eine Wiese mit mehreren Bäumen am Lauf bis zum Siedlungsbereich, den er, verdolt unter Gebäuden und einer Straße, in inzwischen westlicher Richtung durchquert.
Am westlichen Ortsrand tritt er wieder zutage und wird nach ein paar Schritten von einem rechten, von Nordnordosten kommenden Grabenzweig verstärkt, der heute wenig nördlich des Weilers neben einem Feldweg beginnt und nur etwas über 0,2 km lang ist. Nach einem Messtischblatt aus den 1930er Jahren begann er dagegen damals etwa 0,3 km nordnordwestlich des heutigen Grabenanfangs just noch jenseits der heutigen Stadtgrenze von Kirchberg an der Jagst nahe dem Gewerbegebiet Kirchberg-Ilshofen im Gewann Buchwiesen seinen anfangs unbeständigen Lauf als Wiesenbach bis zum heutigen Grabenbeginn; heute liegt auf diesem alten Laufstück ein großer Acker und vom ehemaligen Gewässer zeugt nur noch seine Geländemulde.
Seine nächsten 500 Meter folgt der Tiefenbach westwärts einem weiteren Feldweg, der an einem Eck der Stadtgrenze zu Ilshofen endet. Danach zieht er in weiterhin schnurgerade begradigtem Grabenlauf in einem etwa 10 Meter breiten Grünstreifen zwischen Feldern mit nur sporadisch Baum und Strauch am Ufer in selber Richtung noch einmal so weit bis nahe der Arena Hohenlohe an der Einmündung der L 1040 in die L 2218 Crailsheim–Ilshofen. Das schon genannte Messtischblatt zeigt ihn dagegen ab Buch noch in stark schlängelndem Lauf inmitten einer etwa 200 Meter breiten Wiesenflur. Heute dagegen liegen bis an den schmalen Grünstreifen herab Felder auf den flachen Talhängen rechtsseits der Gewanne Binsäcker und dann Tiefenbach, linksseits der Gewanne Rechengärten und dann Lerchenberg. Nachdem er die letztgenannte Straße und den sie an der anderen Seite begleitenden Landwirtschaftsweg unterquert hat, läuft der Tiefenbach an einer recht kurzen Feldhecke vorbei seine letzten 150 Meter über deren Aue und mündet dann auf etwa 422 m ü. NHN von rechts in die obere Schmerach, die dort auf westlichen Lauf abknickt.
Der Tiefenbach mündet nach 1,8 km langem, insgesamt westlichem Lauf mit mittlerem Sohlgefälle von etwa 8,2 ‰ rund 15 Höhenmeter unterhalb seines Grabenursprungs.

### Einzugsgebiet
Der Tiefenbach hat ein 1,5 km² großes Einzugsgebiet, das naturräumlich gesehen im Unterraum Haller Ebene der Hohenloher und Haller Ebene liegt. Seine größte Höhe erreicht es mit 444,9 m ü. NHN an der Südostecke nahe Saurach an der Straße nach Herboldshausen. Es ist bis auf einen winzigen Zwickel im Osten völlig waldfrei und der Großteil der offenen Flur steht heute unterm Pflug. Siedlungsplätze darin sind der kleine, vom Gewässer durchquerte Crailsheimer Weiler Buch, ein Teil der Gewerbegebietes Kirchberg-Ilshofen am Nordrand sowie die Arena Hohenlohe und ein Teil des Gewerbegebietes an der Höhe am rechten Hang über dem untersten Lauf. Der größte Flächenanteil im Osten gehört zur Stadt Crailsheim, ein merklich kleinerer mündungsnaher im Westen zur Kleinstadt Ilshofen und ein nur kleiner Zwickel im Norden zur Kleinstadt Kirchberg an der Jagst.
Reihum grenzen die Einzugsgebiete der folgenden Nachbargewässer an:
- Im Nordwesten zieht das Brühlbächle in ähnlicher Richtung als nächster Zufluss von rechts zur Schmerach, einem Zufluss der Bühler und damit indirekt des Kochers;
- im Nordosten liegt in der großen Waldinsel der Gewanne Luftwasen und Reisich das Quellgebiet des Herboldshauser Bach, eines Zuflusses der Jagst;
- im Osten entspringen jenseits der Wasserscheide dessen ersten Zufluss Fürbach und der Grundbach, der etwas weiter oberhalb die Jagst speist;
- im Südosten läuft bei Saurach der kurze Sauerbach wiederum zur Schmerach nunmehr oberhalb des Tiefenbachs.

Die Wasserscheide im Nordosten und Osten, dort längs der Straße Saurach–Herboldshausen morphologisch völlig unauffällig, ist also hydrologisch recht bedeutend, weil das Wasser von Kocher und Jagst erst im Neckar wieder zusammenkommt.

## Geologie
Die im Einzugsgebiet anstehenden mesozoischen Schichten gehören zum Keuper. Etwas östlich von Buch und vor allem im Südosten auf dem linken Hang nahe dem Grabenbeginn liegt Gipskeuper (Grabfeld-Formation), überall sonst in der weiten Mulde Lettenkeuper (Erfurt-Formation).
Der Bach fließt fast von Anfang an in einem zunächst vergleichsweise breiten Schwemmlandband. Außer im Südosten liegt auf der größeren Höhen überall flächenhaft Lösssediment aus quartärer Ablagerung.

### LUBW
Amtliche Online-Gewässerkarte mit passendem Ausschnitt und den hier benutzten Layern: Lauf und Einzugsgebiet des Tiefenbachs

Allgemeiner Einstieg ohne Voreinstellungen und Layer: Daten- und Kartendienst der Landesanstalt für Umwelt Baden-Württemberg (LUBW) (Hinweise)
1. 1 2  Höhe nach dem Höhenlinienbild auf dem Hintergrundlayer Topographische Karte.
2. ↑  Länge nach dem Layer Gewässernetz (AWGN).
3. ↑  Einzugsgebiet abgemessen auf dem Hintergrundlayer Topographische Karte.
4. ↑  Länge abgemessen auf dem Hintergrundlayer Topographische Karte.
5. ↑  Höhe nach grauer Beschriftung auf dem Hintergrundlayer Topographische Karte.

### Andere Belege
1. 1 2  Alte Läufe vor der Flurbereinigung nach dem Meßtischblatt 6825 Ilshofen von 1937 in der Deutschen Fotothek
2. ↑  Wolf-Dieter Sick: Geographische Landesaufnahme: Die naturräumlichen Einheiten auf Blatt 162 Rothenburg o. d. Tauber. Bundesanstalt für Landeskunde, Bad Godesberg 1962. → Online-Karte (PDF; 4,7 MB)
3. ↑  Geologie nach den Layern zu Geologische Karte 1:50.000 auf: Mapserver des Landesamtes für Geologie, Rohstoffe und Bergbau (LGRB) (Hinweise)